# Венедиктова, Ирина Валентиновна
Ири́на Валенти́новна Венеди́ктова (укр. Ірина Валентинівна Венедіктова; род. 21 сентября 1978, Харьков, Украинская ССР) — украинский государственный деятель, юрист. Чрезвычайный и полномочный посол Украины в Швейцарии с 17 ноября 2022 года. Чрезвычайный и полномочный посол Украины в Лихтенштейне с 28 апреля 2023 года по совместительству.
Первая в истории Украины женщина — генеральный прокурор. Доктор юридических наук (2013), профессор (2014). Народный депутат Украины IX созыва от партии «Слуга народа» (29 августа 2019 — 14 января 2020). Председатель парламентского Комитета по вопросам правовой политики (29 августа — 27 декабря 2019). Временно исполняющая обязанности Директора Государственного бюро расследований (27 декабря 2019 — 17 марта 2020). Генеральный прокурор Украины (17 марта 2020 — 17 июля 2022).

## Биография
Родилась 21 сентября 1978 года в Харькове Украинской ССР в семье юристов.
Отец — Валентин Семёнович Венедиктов (род. 20 октября 1953), генерал-майор милиции, доктор юридических наук (1994 год), профессор (1995 год), заслуженный юрист Украины, член-корреспондент Инженерной академии Украины, работал в Харьковском юридическом институте (ныне — Национальный юридический университет имени Ярослава Мудрого) и Харьковском национальном университете внутренних дел (в последнем долгое время был проректором).
Мать — Валентина Михайловна Венедиктова, кандидат юридических наук, совмещала научную и преподавательскую деятельность, работала в Национальной юридической академии имени Ярослава Мудрого и Харьковском национальном университете внутренних дел.
В 2000 году Венедиктова с отличием окончила Харьковский национальный университет внутренних дел, факультет управления и информатики, специальность «Правоведение и менеджмент».
В 2000—2004 годах — преподаватель кафедры правоведения Харьковского гуманитарного института «Народная украинская академия».
В 2003 году в Национальной юридической академии имени Ярослава Мудрого защитила кандидатскую диссертацию на тему «Договор доверительного управления имуществом как форма реализации правового института доверительного управления имуществом на Украине», получила научную степень кандидата юридических наук.
2004 год — доцент кафедры правосудия Харьковского национального университета имени В. Н. Каразина.
В 2005—2019 годах — заведующая кафедрой гражданско-правовых дисциплин Харьковского национального университета имени В. Н. Каразина.
В 2013 году в Киевском национальном университете имени Тараса Шевченко защитила докторскую диссертацию на тему «Защита охраняемых законом интересов в гражданском праве».
В 2014 году получила звание профессора кафедры гражданско-правовых дисциплин Харьковского национального университета имени В. Н. Каразина.
До 2019 года была членом редакционных коллегий научных профильных изданий и специализированных учёных советов: заместитель главы редакционной коллегии профильного издания «Вестник Харьковского национального университета имени В. Н. Каразина». Серии «Право», «Медицинское право», «Частное право». Была председателем специализированного учёного совета в Харьковском национальном университете имени В. Н. Каразина. Осуществляла подготовку докторов и кандидатов наук: под её руководством защищена одна диссертация доктора юридических наук и десять диссертаций кандидатов юридических наук.
Совмещала научно-педагогическую работу и практическую юридическую деятельность:
В 2010—2019 годах — член Фундации медицинского права и биоэтики Украины;
В 2012—2015 годах — ведущий научный сотрудник Научно-исследовательского института правового обеспечения инновационного развития Национальной академии правовых наук Украины;
В 2016 году подавала свою кандидатуру на должность судьи Верховного суда. Однако провалила второй этап конкурса (написать проект судебного решения на основе материалов судебного дела), и по сумме баллов не была допущена до третьего этапа.
В 2016—2019 годах — арбитр Международного коммерческого арбитражного суда при Торгово-промышленной палате Украины;
В 2016—2019 годах — член научно-консультативного совета при Верховном суде Украины.
Автор более 100 научных и научно-методических работ, опубликованных в отечественных и зарубежных изданиях, среди них 8 монографий, 80 научных и 4 научно-методических издания.

## Политическая деятельность
В 2018 году Венедиктова стала советником Владимира Зеленского по правовым вопросам. Входила в предвыборный штаб кандидата в президенты Украины Владимира Зеленского, являлась экспертом по вопросам реформы судебной системы.
21 июля 2019 года избрана депутатом Верховной Рады Украины IX созыва по списку пропрезидентской партии «Слуга народа» (баллотировалась под № 3 в партийном списке).
29 августа 2019 года Венедиктова заняла должность председателя парламентского Комитета по вопросам правовой политики.

## Дипломатическая деятельность
17 ноября 2022 года президент Украины Владимир Зеленский назначил Ирину Венедиктову послом Украины в Швейцарии.
19 декабря 2022 года Венедиктова начала дипломатическую деятельность в Швейцарии, вручив копии верительных грамот внешнеполитическому ведомству Швейцарии — Федеральному департаменту иностранных дел.
10 января 2023 года посол Украины в Швейцарской Конфедерации вручила верительные грамоты президенту Швейцарии Алену Берсе.
28 апреля 2023 года назначена чрезвычайным и полномочным послом Украины в Лихтенштейне по совместительству.

## Руководитель Государственного бюро расследований
27 декабря 2019 года указом президента Украины № 961/2019 Ирина Венедиктова была назначена на должность временно исполняющей обязанности Директора Государственного бюро расследований.
Венедиктова сменила в должности Романа Трубу и стала первой в истории Украины женщиной, которая возглавила государственный правоохранительный орган.
За короткий срок во главе ГБР Венедиктова успела ввести новую организационную структуру ведомства.
По поручению Венедиктовой было создано отдельное следственное подразделение по уголовным производствам Майдана, в него из Генпрокуратуры перешло 42 «дела Майдана». Также ведомство открыло новое уголовное производство в рамках расследования дел Майдана.
С 13 марта 2020 года — член Совета национальной безопасности и обороны Украины.

## Генеральный прокурор
17 марта 2020 года Ирина Венедиктова назначена Генеральным прокурором (указ президента Украины от 17.03.2020 № 90/2020). За её кандидатуру проголосовало 269 народных депутатов.
Сменила в должности Руслана Рябошапку, также ставленника Зеленского, проработавшего в должности с 29 августа 2019 по 5 марта 2020 года. Рябошапка прямо называл Венедиктову виновной в своём увольнении, так как якобы она говорила президенту, что Рябошапка «продаёт уголовные производства». Ожидалось, что Венедиктова активизирует ход уголовных дел против предыдущего президента Украины Петра Порошенко.
Зеленский внёс в парламент представление о назначении её на пост генерального прокурора, 17 марта 2020 года Верховная рада поддержала её кандидатуру («За» проголосовали 269 депутатов, «против» — 38, «воздержались» — 47).
При Венедиктовой продолжилась реформа Генпрокуратуры, запущенная принятием 19 сентября 2019 года Закона «О внесении изменений в некоторые законодательные акты Украины относительно первоочередных мер по реформе органов прокуратуры»: аттестация прокуроров ГПУ, создание Офиса генерального прокурора и т. д. В конце февраля 2021 года она отчитывалась о фактическом завершении реформы органов генпрокуратуры. В процессе аттестацию успешно прошли две трети прокуроров (64 %) — 7157 из 11166 работников.
27 июня 2020 года Ирина Венедиктова на сайте офиса генпрокурора отчиталась о четырёх тысячах «посадок» за сто дней своей работы. Хотя такие опытные политики, как Андрей Портнов, Андрей Деркач, Александр Онищенко, Елена Лукаш, Александр Дубинский, высказывали на разных телеканалах свои сомнения в независимости генпрокурора от внешнего управления из посольства США в ущерб интересам Украины, и она сама подтвердила факт давления на неё со стороны Петра Порошенко, тем не менее Венедиктова заявила: «Да, за решеткой не топ-коррупционеры и не политики первого эшелона — всё ещё впереди».
12 сентября 2020 года в интервью Савику Шустеру Венедиктова рассказала, что продолжается расследование по факту публикации Андреем Деркачом записей телефонных разговоров якобы между президентом Украины Петром Порошенко и вице-президент США Джо Байденом. На данном этапе следователи проверяют, смонтированы ли записи и можно ли идентифицировать голоса Порошенко и Байдена.
Венедиктова отмечала, что при ней Генпрокуратура большое внимание уделяет развитию международных отношений и взаимодействию с Генеральными прокуратурами Европы и США, в том числе к концу 2020 году было создано 8 международных следственных групп. Одним из успешных кейсов является арест совместно с генеральной прокуратурой Германии группы украинских кибермошенников.
17 июля 2022 года Ирина Венедиктова была отстранена от должности указом президента, временно исполняющим обязанности был назначен Алексей Симоненко. В тот же день Зеленский сменил главу СБУ Ивана Баканова.
Зарегистрировано 651 уголовное производство по государственной измене и коллаборационной деятельности работников органов прокуратуры, органов досудебного расследования, других правоохранительных органов. В 198 производствах соответствующим лицам объявлено о подозрении. В частности, более 60 работников органов и СБУ остались на оккупированной территории и работают против нашего государства. Такой массив преступлений против основ национальной безопасности государства и связей, зафиксированных между работниками силовых структур Украины и спецслужбами РФ, задают очень серьезные вопросы соответствующим руководителям. Каждый из таких вопросов получит надлежащий ответ. Сегодня я принял решение об отстранении от должностей генерального прокурора и об отстранении главы Службы безопасности Украины.президент Владимир Зеленский
В публичном комментарии об увольнении Венедиктова отрицала наличие коллаборантов в структурах прокуратуры и сказала: «Вы знаете, что мое кресло — это политическое кресло, и я была 16-м прокурором Украины за 30 лет. Такова настоящая политика в Украине. Это мой ответ». По данным «Украинской правды», отставка была связана с напряжёнными отношениями Венедиктовой с офисом Зеленского: команда президента была недовольна повышенной медийной активностью генпрокурора и решением ускоренно передавать в суд дела против российских военнопленных, так как это могло мешать обмену военнопленными.
19 августа Верховная Рада проголосовала за увольнение Венедиктовой с поста генерального прокурора. 5 августа Ирину Венедиктову в Совете национальной безопасности и обороны Украины сменил новый генеральный прокурор Андрей Костин.
3 августа стало известно, что министр иностранных дел Дмитрий Кулеба подписал представление президенту Зеленскому на назначение Венедиктовой послом Украины в Швейцарии.

## Семья
Ирина Венедиктова замужем за Денисом Колесником. Есть сын Даниил и дочь Аделина. Денис Колесник до ноября 2019 года работал замначальника Слободского управления киберполиции — начальником отдела противодействия киберпреступности в Харьковской области. В ноябре 2019 года его перевели в Киев на должность заместителя начальника Департамента киберполиции Нацполиции, тогда же был повышен в звании до полковника.
У Ирины Венедиктовой есть брат Сергей, который долгое время работал юристом в группе компаний «Инвестор», основанной семьёй бывшего главы МВД Арсена Авакова и депутатом Верховной рады VIII созыва (фракция «Народный фронт») Игорем Котвицким.

## Собственность
В декларации за 2020 год Венедиктова указала 944 944 грн дохода, её муж Денис Колесник — более 1,2 миллиона. Большая часть доходов принесла работа генпрокурором. В её собственности есть автомобиль Porsche Cayenne 2013 года (куплен в 2014 году), а также нежилое помещение на 149,5 м² и парковочное место на 15,7 м² в Харькове. У дочери и Колесника в общей собственности есть жилой дом на 387,5 м² и земельный участок в 1500 м² в Харьковской области. Местом жительства Венедиктова указала арендованный мужем дом площадью 147,8 м² в селе Лесники Киевской области.

## Критика
В должности временно исполняющей обязанности директора Государственного бюро расследований Венедиктова была фигурантом трёх скандалов. Сразу после своего назначения в декабре 2019 она назначила своим заместителем адвоката Александра Бабикова, который защищал в суде интересы беглого президента Виктора Януковича, а возмущение семей убитых на Майдане назвала «информационной атакой» против ГБР. Затем она выступила за отмену Закона «Об амнистии» для активистов Майдана. В марте 2020 года Венедиктова подала в суд на издание «Украинская правда» за статью «Спрут Авакова: Как „временный министр“ наращивает своё влияние в силовом блоке». Она требовала денежной компенсации за утверждения, что она берёт своего мужа на важные совещания, и что он влияет на кадровую политику ГБР, в том числе с его подачи Руслан Бирюков был назначен советником Венедиктовой.
В конце апреля 2020 года программа «Схемы» (совместный проект «Радіо Свобода» и «UA:Перший») выпустила расследование о семье Венедиктовой, в котором говорилось, что семья Венедиктовой живёт в съёмной квартире на Круглоуниверситетской улице в центре Киева. Квартиры в этом доме стоят в среднем 500-750 тыс. $ и сдаются примерно по 2,5 тыс. $ в месяц. Это жильё не было отражено в ежегодной декларации чиновницы. Отсутствие квартиры она объяснила тем, что «хочет сохранять приватность». В декларации за 2020 год, опубликованной в конце марта 2021, этой квартиры вновь не было.
Осенью 2020 года депутат Верховной рады Гео Лерос сообщил, что Венедиктова живёт в комплексе отдыха «Пуща-Водица» Государственного управления делами в двухэтажном имении, к которому также принадлежат дом для гостей, персональное искусственное озеро и теннисный корт, но платит за жильё в несколько раз меньше, чем стоит его содержание. Генпрокурор ответила, что её переезд в «Пущу-Водицу» был «вынужденным и вызванным мерами безопасности». Однако вскоре после скандала съехала с госдачи.
Муж генпрокурора Ирины Венедиктовой Денис Колесник в сентябре 2020 года уволился с должности заместителя начальника департамента киберполиции, получил за это 750 тысяч гривен разовой финансовой помощи, а через 10 дней восстановился в должности. 25 сентября он написал рапорт, 29-го числа получил все выплаты, но и после официального увольнения 30 сентября посещал прежнюю работу. Уже 5 октября Колесник подался на конкурс по замещению вакансии и был выбран из 4 кандидатов. После запроса «Радио Свобода» в киберполиции ответили, что Колесник раньше входил в «средний состав полиции», а теперь — «государственный служащий». Ответа об обоснованности выплат в киберполиции не дали.

## Дипломатический ранг
- Чрезвычайный и полномочный посланник второго класса (21 декабря 2024)[40].